# Ford Probe
 (novembre 2016).
Si vous disposez d'ouvrages ou d'articles de référence ou si vous connaissez des sites web de qualité traitant du thème abordé ici, merci de compléter l'article en donnant les références utiles à sa vérifiabilité et en les liant à la section « Notes et références ».

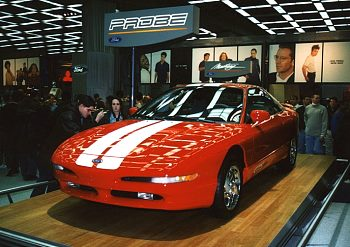
Ford Probe de seconde génération.

La Ford Probe est un modèle d'automobile de type coupé du constructeur automobile américain Ford.
Elle est destinée premièrement en 1993 à remplacer la Ford Mustang et à conquérir le marché européen où les coupés sportifs ont un succès grandissant : Nissan 200SX, BMW Série 3, Toyota Supra...

## Contexte
À partir de la fin des années 1970, Ford et Ghia ont commencé à explorer une série de conceptions futuristes avec la série des concept cars «Probe». La Probe I, présentée pour la première fois en 1979, était un concept avec des coins arrondis qui incorporait un certain nombre de fonctionnalités réduisant le coefficient de traînée comme les roues arrière couvertes et les phares escamotables. Cela a été suivi l'année suivante par une Probe II beaucoup plus conventionnelle, dont le style à hayon rappelait également les pony cars. La Probe III de 1981 était un concept avancé avec des roues couvertes, mais sa carrosserie a évolué pour devenir la Ford Sierra (ou la Merkur XR4Ti) plus conventionnelle et ses notes de style ont été utilisées sur la Ford Taurus. La Probe IV de 1983 était un concept car plus radical avec un faible Cx (coefficient de traînée) et a évolué pour devenir la Probe V de 1985 tout aussi radicale.
Après la deuxième choc pétrolier de 1979, la crise économique initiée par les prix élevés du carburant a incité Ford à donner à la Ford Mustang une refonte majeure. Le nouveau design serait basé sur une toute nouvelle plate-forme introduite à Ford par le constructeur automobile japonais Mazda, qui s'était associé à Ford depuis 1971 et dans lequel Ford détenait une participation de 25 % depuis 1979. Toshi Saito, un designer nord-américain travaillant pour Ford, a pris les devants en envisageant des directions de style pour la Mustang à traction avant, et un design par Saito a été choisi et finalisé début 1984. Le projet a ensuite été transféré chez Mazda à Hiroshima, au Japon, et dans le langage interne de Ford, il a été désigné sous le nom de code "ST-16". Il était prévu d'éliminer progressivement la Mustang traction arrière à plate-forme Fox sous le nom de «Mustang Classic» et de la faire remplacer par la ST-16 sous le nom de «Mustang».
En 1985, Mazda a acquis l'ancienne usine de montage de Ford Flat Rock à Flat Rock, Michigan et avait l'intention de commencer la production des deux voitures à plates-formes GD badgées Mazda pour l'Amérique du Nord, la 626 avec la MX-6 et la ST-16, contracté par Ford, en 1987.
Christopher Sawyer, écrivant pour le magazine AutoWeek, dans son numéro du 13 avril 1987, a été le premier à révéler publiquement l'existence de la Mustang ST-16 dans un rapport sensationnel qui présentait un rendu artistique d'un véhicule presque identique à ce qui serait mis en vente sous le nom de Ford Probe GT de 1989 sur la couverture du numéro indiquant «Exclusif: la Mustang de 89», ainsi que des rapports techniques détaillés sur ses origines Mazda et son passage à la traction avant. Le tollé public a été immédiat, avec de nombreux fans de Mustang et des puristes de pony cars détestant l'ingénierie japonaise de la ST-16, la plate-forme à traction avant et l'absence de moteur V8, ce qui était un anathème pour les acheteurs et les amateurs de Mustang traditionnelles. Les dirigeants de la Ford Motor Company, ainsi que de nombreux magazines automobiles, ont reçu des lettres de critiques fortement formulées dénonçant cette décision.
Neil Ressler, alors chef de l'ingénierie des petites voitures chez Ford, a parlé des différences culturelles internes dans la Ford Motor Company, qui ont conduit à un fort désaccord entre deux factions qui avaient des notions radicalement différentes sur ce que devrait être la Mustang:

« Cette idée est venue de remplacer la Mustang par cette voiture à traction avant, la ST-16. Beaucoup de gens pensaient que c'était une excellente idée - une voiture moderne. Nous étions également nombreux à être consternés par cela. C'était comme si la foule buvant du champagne remplaçait la foule buvant de la bière. L'idée que nous remplacerions la Mustang par une voiture japonaise - une voiture différente d'une culture différente destinée à un public différent - ne fonctionnera pas. »

En 1987, Alex Trotman, le vice-président nouvellement nommé responsable des opérations nord-américaines de Ford, avec la forte insistance du vice-président du marketing de Ford Bob Rewey, un passionné de performance, a décidé que, à la lumière de l'indignation des consommateurs, la ST-16 ne ferait pas une Mustang appropriée. À ce stade, ironiquement, les ventes de Mustang, qui étaient médiocres, ont considérablement augmenté après la publication de l'article, de peur que ce ne soit la dernière opportunité d'acheter une Mustang V8 traditionnelle à propulsion. Alors que Trotman a approuvé le développement d'une successeur à propulsion, il y a eu de nombreuses difficultés, notamment que le budget d'ingénierie de la Mustang a été dépensé sur la ST-16 et que Ford se remettait toujours d'une crise financière du début des années 1980 qui a amené la société à la faillite jusqu'à l'arrivée de la Taurus.
John Coletti, directeur de l'ingénierie des petites voitures de Ford et virulent opposant à la Mustang ST-16, a déclaré à propos du projet: « J'aurais préféré voir le nom de la Mustang mourir plutôt que de mettre le nom de la Mustang sur la Probe... ».
Ken Dabrowski, le directeur de la gamme des petites voitures de Ford, a fait appel à Coletti pour diriger une équipe Skunkworks qui développerait une successeur pour la Mustang à propulsion, étant entendu qu'il n'y aurait pas un budget complet pour créer une voiture entièrement nouvelle. L'équipe de Coletti a fortement révisé la plate-forme Fox de 1979 pour la nouvelle voiture, qui est finalement devenue la Ford Mustang de quatrième génération lancée pour l'année modèle 1994.
Cependant, la production de la ST-16 était sur le point de commencer, ce qui signifiait que Ford devait la mettre en vente ou perdre son budget de développement ainsi que d'autres problèmes financiers potentiels si Ford rompait son contrat de production avec Mazda. Il a été décidé que la ST-16 serait commercialisée sous le nom de Ford Probe en 1988, prenant le nom de la gamme des concept cars futuristes de Ford, et serait vendue aux côtés de la Mustang, qui continuerait sa production dans sa forme alors actuelle avec un rafraîchissement mineur. Au lieu d'être conçue comme une successeur de la Mustang ou comme une rivale de ses concurrentes traditionnelles, la Chevrolet Camaro et la Pontiac Firebird, Ford a conçu la Probe contre les coupés sportifs importés populaires de l'époque tels que la Toyota Celica et la Honda Prelude.
Les deux générations de la Probe ont été vendues au Japon sous le nom de Ford, dans les canaux de vente Ford/Mazda appelés Autorama. Les modèles japonais n'étaient pas conformes aux réglementations du gouvernement japonais concernant les dimensions extérieures et la cylindrée du moteur, de sorte que les acheteurs japonais étaient redevables de taxes supplémentaires en conséquence.
La Probe a été un succès commercial au cours de sa première année modèle, en raison de son style futuriste et de son expérience de conduite agréable. En fait, la demande a dépassé l'offre en 1988, suffisamment pour que les acheteurs paient le prix catalogue ou plus pour une Probe, et Jim Mateja, le chroniqueur automobile du Chicago Tribune, a exhorté les acheteurs potentiels de Probe qui ne pouvaient pas trouver une Probe à considérer sa sœur, la Mazda MX-6. Les ventes de la Probe de première génération ont été suffisamment fructueuses pour que Ford s'associe à nouveau avec Mazda, avec une nouvelle ingénierie Ford dès le début du projet, pour créer une Probe de deuxième génération pour l'année modèle 1993 développée aux côtés d'une Mazda MX-6 de deuxième génération. Une Probe de troisième génération proposée, qui aurait été basée sur la Ford Mondeo au lieu d'être dérivée d'une Mazda, a finalement été lancée sous le nom de Mercury Cougar de 1999 sur le marché nord-américain pour renforcer la marque Mercury. Cependant, il est important de noter que Ford d'Amérique du Nord considérait la ZX2 basée sur l'Escort comme la successeur officielle de la Probe et non la Cougar. Après les ventes décevantes de la Cougar et la popularité décroissante des coupés sport à traction avant à la fin des années 1990 en faveur des véhicules utilitaires sportif, Ford a quitté le segment de ce marché avec l'arrêt de la Cougar en 2002 et l'arrêt de la ZX2 en 2003.

## Historique

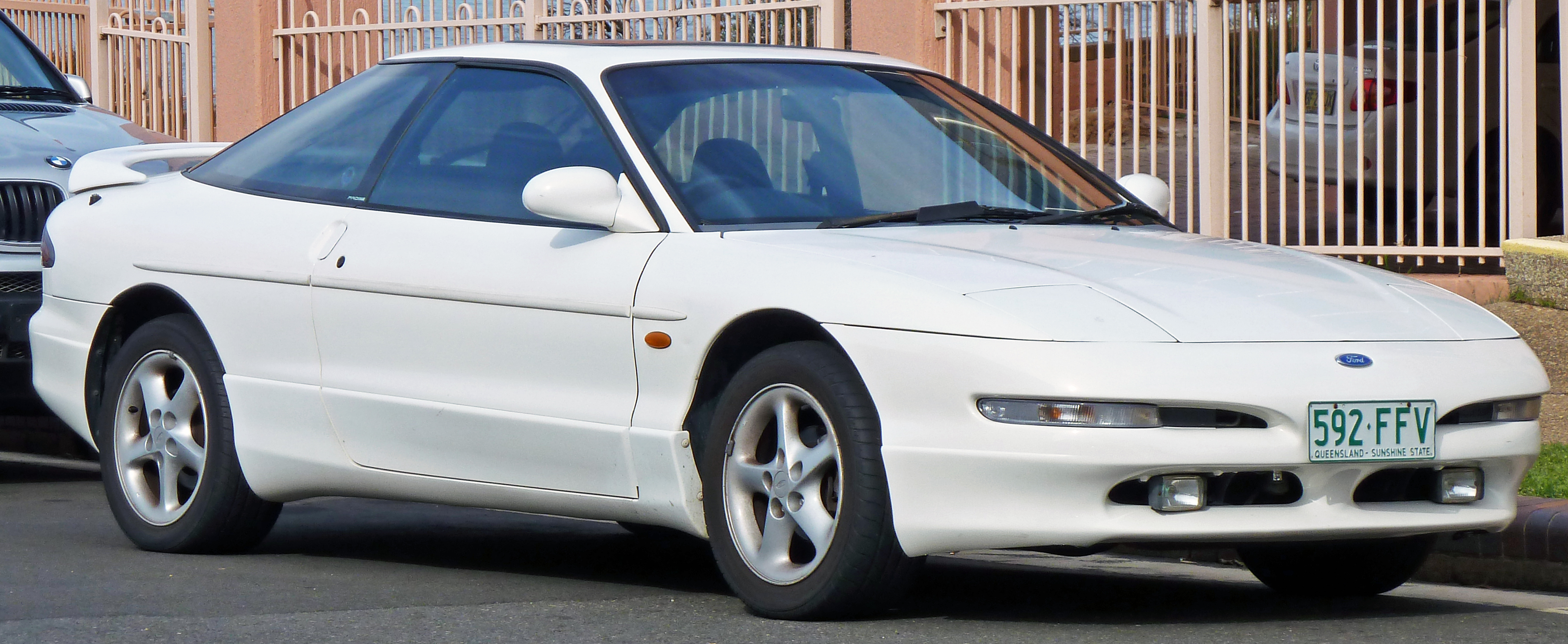
Une Ford Probe liftback de 1994

Ford entre donc en 1994 sur le marché européen en mettant au point une voiture dont le châssis et toutes les composantes du groupe motopropulseur est identique à la Mazda MX-6 (Ford collabora avec Mazda pour ce modèle et le châssis fut d'ailleurs produit dans l'usine Mazda de Flat Rock). Ce fut donc une voiture construite aux normes du marché européen.
Elle fut produite jusqu'à la fin des années 1990 et remplacée par la Ford Cougar. Vu le régime de taxation européen, le modèle fut assez cher à l'usage et la disponibilité ainsi que le prix des pièces de remplacement rendaient cette voiture peu attractive. La production fut finalement arrêtée en 1998.
Ce coupé 2+2 américain était cependant en avance sur ses concurrentes au point de vue sécurité, confort et équipement. Par ailleurs, à partir de 1996, cuir, sièges baquets électriques, air conditionné, airbags conducteur et passagers, vitres électriques, rétroviseurs électriques et dégivrants ainsi que l'ABS étaient de série sur le modèle GTS.
La boîte 5 vitesses du V6 est performante mais retient quelque peu le côté sportif de la voiture. En effet, les performances de la Probe, bien que légèrement inférieures à celle de sa cousine la MX-6, sont pour l'époque à la hauteur de sa motorisation. Elle reste vive, mais avec ses 7,8 s pour passer de 0 à 100 km/h et sa vitesse de pointe de 226 km/h dans sa version la plus puissante, elle ne peut plus rivaliser qu'avec les petites GTI européennes. Bien sûr, dans les pays où les législations en matière de tuning moteur sont plus floues, le 2,5 L de la 24V permet d'atteindre les 300 chevaux aisément (le record mondial étant de 580 ch), mais sur une voiture à traction avant, cela reste hasardeux.
Dotée d'une ligne vieillissant plutôt bien, cette voiture est néanmoins rare en Europe (total vendu en France de 1993 à 1998 : environ 5 000 Probe) et n'a pas une grande côté sur le marché de l'occasion, dont elle est en voie de disparition. En effet, si la Ford Probe a eu un certain succès sur le marché américain, ce ne fut pas le cas en Europe.
Le 18 août 2024, le prototype Ford Probe I de 1979 a été détruit par un incendie dans une remorque après son exposition à Pebble Beach. Ce modèle unique, restauré par Scott Grundfor, n’a causé aucun blessé.

## Première génération (1988-1992)
La Ford Probe de première génération était basée sur la plate-forme GD de Mazda et était propulsée par un moteur 4 cylindres F2 SOHC 2,2 L de Mazda. Elle a fait ses débuts en 1988 pour l'année modèle 1989 et elle est produite jusqu'en 1992 aux États-Unis.
La Probe est disponible en plusieurs niveaux de finition qui diffèrent selon le marché sur lequel le véhicule était vendu. Aux États-Unis, la Probe était disponible dans les versions GL, LX et GT:
- La GL était le modèle de base avec le moteur F2 2,2 L de 112 ch (82 kW), 176 N m et peu d'options. La plupart des Probe vendues aux États-Unis étaient équipées de la climatisation.
- La LX ajoutait des options de verrous électriques, de vitres électriques, de rétroviseurs extérieurs à réglage électrique, d'un plateau de rangement sous le siège du passager avant, ainsi que d'un toit ouvrant rabattable en option. À partir de 1990, la LX était disponible avec le moteur V6 «Vulcan» de 3,0 L, qui était également utilisé dans la Ford Taurus, le Ford Ranger, la Ford Tempo et le Ford Aerostar. La finition LX offrait des équipements en option, tels qu'un lecteur CD monodisque et un tableau de bord numérique couplé à un ordinateur d'économie de carburant installé dans un compartiment caché au-dessus des bouches d'aération de la climatisation du tableau de bord central.
- La GT comprenait tout l'équipement de la LX, mais comportait le moteur F2T de 2,2 L turbocompressé à refroidissement intermédiaire qui produisait 147 ch (108 kW) et 258 N m de couple. Elle est livrée avec un turbocompresseur IHI RHB5-VJ11 et un refroidisseur intermédiaire dans le conduit d'admission, ainsi qu'un capteur de cliquetis et un contrôleur de suralimentation électronique pour le système de commande du moteur. La pression de suralimentation était de 0,50 bar aux environs de 2 500 tr/min. La version GT était également livrée avec des freins à disque aux 4 roues avec ABS, une suspension réglable à 3 voies utilisant des amortisseurs à amortissement variable et une direction assistée à assistance variable sensible à la vitesse. Le système de suspension de la Probe GT était basé sur un design de Mazda, mais son réglage était différent et comprenait des jambes de force avant et arrière pressurisées à l'azote-gaz, avec des barres stabilisatrices.

La Probe de 1991 a reçu une cote de collision de 4 étoiles lors d'essais de collision menés par la National Highway Traffic Safety Administration des États-Unis.

### Caractéristiques du moteur
| Famille de moteurs        | F2 de Mazda                                    | F2T de Mazda                                   | Moteur Vulcan de Ford                                                            |
| ------------------------- | ---------------------------------------------- | ---------------------------------------------- | -------------------------------------------------------------------------------- |
| Configuration du moteur   | Quatre cylindres en ligne de 2,2 L (2 184 cm3) | Quatre cylindres en ligne de 2,2 L (2 184 cm3) | V6 60° de 3,0 L (2 986 cm3)                                                      |
| Train de soupapes         | SOHC à 3 soupapes                              | SOHC à 3 soupapes                              | OHV à 2 soupapes de poussoir                                                     |
| Ratio de compression      | 8,6:1                                          | 7,8:1                                          | 9,7:1                                                                            |
| Puissance (nette)         | 82 kW (112 ch) à 4 700 tr/min                  | 108 kW (147 ch) à 4 300 tr/min                 | 104 kW (142 ch) à 4 800 tr/min (1990) 108 kW (147 ch) à 4 800 tr/min (1991-1992) |
| Couple (net)              | 176 N m à 3 000 tr/min                         | 258 N m à 3,5 tr/min                           | 217 N m à 3 000 tr/min (1990) 224 N m à 3 000 tr/min (1991-1992)                 |
| 0 - 97 km/h               | 11 s 9                                         | 9 s 1                                          | 10 s 5                                                                           |
| 0 - 402 m                 | 18 s 5 à 121 km/h                              | 16 s 8 à 134 km/h                              | 17 s 8 à 127 km/h                                                                |
| Vitesse de pointe         | 186 km/h                                       | 209 km/h                                       | 213 km/h                                                                         |
| Fourniture de carburant   | Injection directe Mazda                        | Injection directe Mazda                        | EEC-IV de Ford                                                                   |
| Capacité de carburant     | 57 L (réserve de 8 L)                          | 57 L (réserve de 8 L)                          | 57 L (réserve de 8 L)                                                            |
| Consommation de carburant | 10,2 litres aux 100 km                         | 11,5 litres aux 100 km                         | 13,7 litres aux 100 km                                                           |
| Poids net                 | 1 240 kg                                       | 1 340 kg                                       | 1 361 kg                                                                         |

## Deuxième génération (1993-1997)

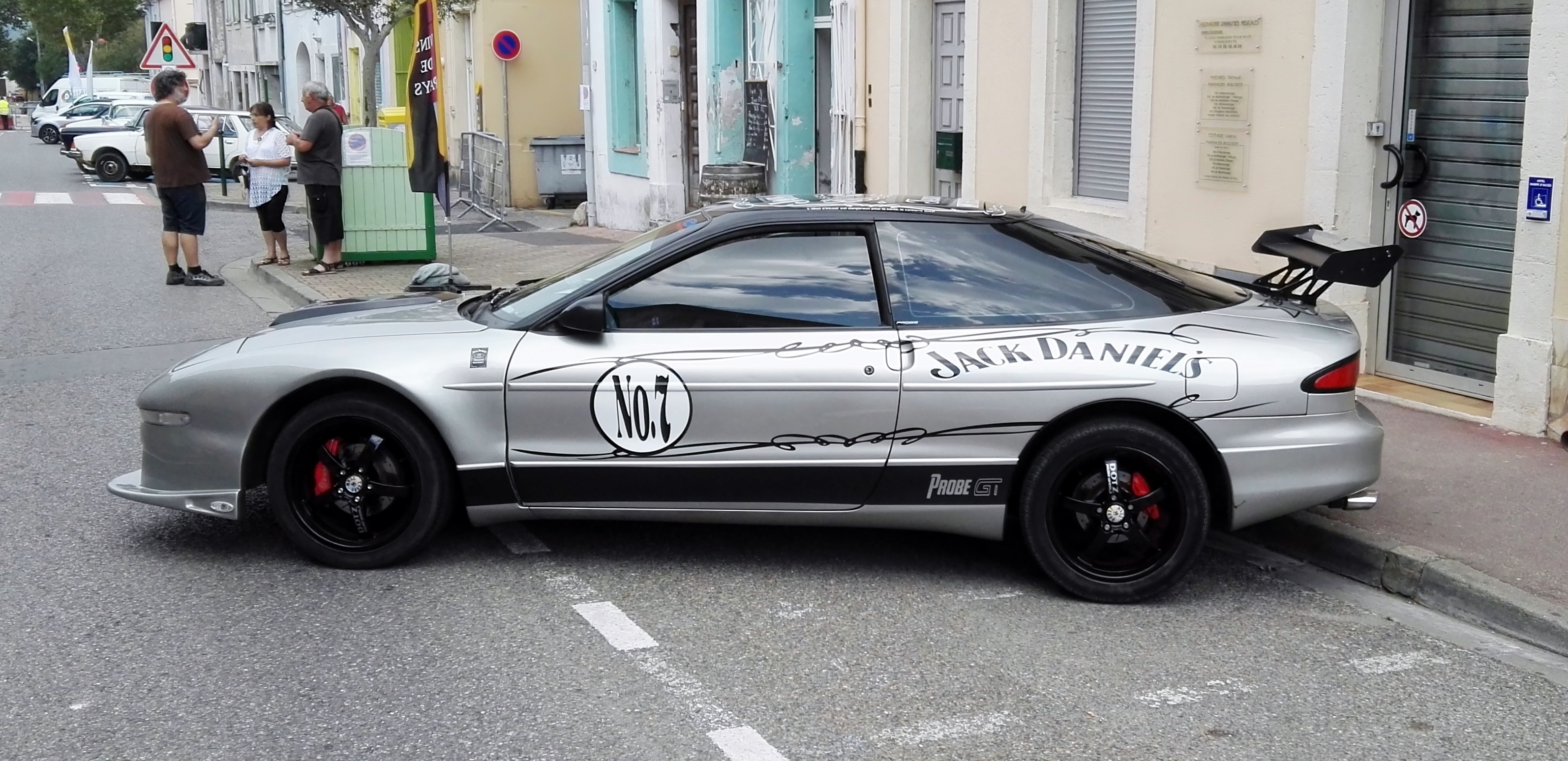
Ford Probe V6 24V GT, année 1995, usine de Flat Rock, moteur traversal avant, 6 cylindres en V, lors d'une fête à Sigean dans le département de l'Aude le 30 juillet 2016.

Les équipes de conception de Ford et Mazda ont fusionné une fois de plus pour donner à la Ford Probe une refonte complète pour l'année modèle 1993. Comme auparavant, la Probe devait partager sa sous-structure avec les MX-6 et 626 de Mazda. Mazda a conçu le moteur, la transmission et le châssis, tandis que Ford a conçu la carrosserie et l'intérieur. Techniquement, la Probe de deuxième génération est à 60 % Mazda et 40 % Ford. Bien que la voiture ait été allongée de 51 mm et élargie de 102 mm, elle pesait 57 kg de moins que la Probe de première génération. La Probe de deuxième génération a été introduite en août 1992 en tant que modèle de 1993. Prévu en premier pour 1992, elle a finalement été mis en vente en Europe au printemps 1994, comblant le vide laissé par Ford dans ce secteur de marché depuis la disparition de la Capri sept ans plus tôt. La Capri était régulièrement l'une des 10 voitures les plus vendues en Grande-Bretagne tout au long des années 1970, mais sa popularité a décliné au début des années 1980 lorsque Ford a lancé des versions haute performance des berlines Fiesta, Escort et Sierra. Telle était la baisse de la demande pour ce type de voiture qu'en 1986, lorsque la fin de la production de la Capri a été annoncée, Ford a décidé de ne pas lancer une remplaçante directe.
La Probe de deuxième génération a été conçue par une équipe dirigée par Mimi Vandermolen, qui a dirigé la conception intérieure de la Ford Taurus de 1986. En 1987, Vandermolen est devenue la première femme designer à être responsable de la conception de petites voitures pour un constructeur automobile, et Vandermolen a conçu la Probe pour améliorer l'expérience de conduite des femmes, déclarant : « Si je peux résoudre tous les problèmes inhérents à la conduite d'un véhicule pour une femme, cela rendra les choses beaucoup plus faciles à utiliser pour un homme ».
Cependant, la fin des années 1980 et le début des années 1990 ont vu les ventes de voitures de sport abordables se redresser, d'abord avec une demande croissante de modèles de construction japonaise comme la Honda Prelude, la Nissan Silvia, la Mitsubishi Eclipse et la Toyota Celica, puis avec la Volkswagen Corrado et la Vauxhall/Opel Calibra du concurrent direct de Ford, General Motors. En 1992, Ford avait décidé qu'il y avait maintenant une demande justifiée en Europe pour lancer un nouveau coupé sport abordable.
Ford espérait vendre environ 20 000 Probe chaque année en Grande-Bretagne alors que le marché automobile se remettait des effets de la récession de 1992, mais au cours des trois années où elle y a été vendue, un peu plus de 15 000 unités ont été vendus au total - environ un quart du chiffre projeté pour cette durée. Les importations ont cessé en 1997 et sa successeur la Cougar - lancée un an plus tard - a encore moins réussie, étant importée en Europe pendant seulement deux ans.
En février 2016, seuls 718 exemplaires de la Probe étaient encore utilisés en Grande-Bretagne.
Le modèle de base commençait à un peu plus de 13 000 $ US et était livré de série avec le moteur 4 cylindres FS 16 soupapes de 2,0 L de Mazda, un tableau de bord de performance avec tachymètre et un complément avec toutes les jauges et une chaîne stéréo électronique AM/FM. Le modèle GT plus sportif commencait à 15 504 $ et est livré de série avec le moteur V6 KL-DE 24 soupapes de 2,5 L de Mazda, pneus Goodyear VR50 Gatorback P225/50VR16 91 V à profil bas, freins à disque aux 4 roues, carénages avant et arrière uniques, phares antibrouillard, jantes en aluminium à 5 rayons, volant gainé de cuir et réglage électrique du coussin lombaire/du dossier du siège du conducteur. Les deux moteurs présentaient des conceptions à double came en tête avec le choix d'une transmission manuelle à 5 vitesses ou d'une transmission automatique à 4 vitesses.
Deux transmissions automatiques étaient disponibles dans la Probe. Au début, les deux moteurs partageaient la même transmission automatique, la transmission F-4EAT de Ford, mais à partir de 1994, cela a changé. Le moteur V6 a continué à utiliser la transmission 4EAT, mais le moteur quatre cylindres en ligne de 2,0 L utilisait une transmission automatique différente, la transmission CD4E de Ford. Elle était fournie par Ford et fabriquée à l'usine Ford de Batavia Transmission à Batavia, Ohio.
Un nouveau niveau de finition SE (Sport Edition) était disponible pour 1995 et 1996. Elle comprenait le carénage avant de la GT (sans les phares antibrouillard), des roues P205/55R15 BSW uniques en aluminium de 15 pouces et la nomenclature Sport Edition "SE".
Lors d'un essai routier d'un océan à l'autre réalisé par Automobile Magazine à la recherche des meilleures voitures du monde, la Probe GT a obtenu la troisième place, derrière une Mercedes-Benz à 80 000 $ et une BMW à 80 000 $. Dans l'article, la Probe est répertoriée à environ 15 000 $[réf. nécessaire].

### Éditions spéciales
Pour 1993 et 1994, Ford a offert une finition d'apparence «SE» sur le modèle de base de la Probe. La finition offrait des jantes en alliage à 3 branches de style tourbillon, les effets de sol du modèle GT et le pare-chocs avant du modèle GT. Contrairement à la base, vous pouviez opter pour des vitres et des rétroviseurs électriques sur la finition SE. En termes d'apparence, les seules différences notables par rapport au modèle GT étaient les roues, la nomenclature «SE», le pare-chocs arrière sans fente d'air et l'absence de phares antibrouillard. La "SE" était une finition d'apparence et non un modèle réel ou un niveau de finition. La "SE" est devenue un niveau de finition distinct en 1995 et était le modèle de catégorie moyenne dans la gamme Probe devant la base mais derrière la GT.
En 1994, Ford a sorti une édition limitée de la Probe, commercialisée sous le nom de Probe "Feature Car", mais officiellement appelée la finition "GT Plus". Cette finition spéciale est mieux connue du grand public et de la communauté des passionnés sous le nom de Probe "Wild Orchid Edition". La peinture extérieure Wild Orchid était incluse dans cette finition d'apparence limitée, insigne "PROBE" sur les tapis de sol décrit dans Wild Orchid, sièges baquets en tissu noir avec inserts Wild Orchid uniques et un badge "PROBE" à l'arrière décrit dans Wild Orchid. Cette finition n'était proposée qu'en 1994 et était exclusif aux modèles GT. Après avoir laissé tomber la Probe Feature Car après seulement un an de production, Ford a conservé la couleur extérieure Wild Orchid pour l'année modèle 1995 qui était disponible sur tous les modèles de Probe.
En 1997, une finition «GTS» est proposée sur la Probe GT. Ce n'était essentiellement rien de plus qu'une finition d'apparences, car les performances étaient identiques à celles de la GT, mais les différences avec l'extérieur étaient distinctes. Deux bandes de course disponibles en blanc ou en noir commencait depuis le bord supérieur du pare-chocs avant et se poursuivaient jusqu'à la lèvre arrière du coffre, se terminant juste en dessous du réflecteur de lumière central sur le pare-chocs arrière. Une version chromée des roues directionnelles de style «tourbillon» de la GT et un becquet étaient également inclus dans la finition, ainsi qu'un réflecteur central «vierge» qui manquait du lettrage "GT" comme sur les modèles GT ordinaires. La «GTS» était une finition d'apparence et non un modèle réel ou un niveau de finition. Très peu de Probe ont été produites avec la finition GTS et elles sont aujourd'hui considérées comme extrêmement rares.

### Modèles/niveaux de finition
- Base : 1993-1995; 1997
- SE : 1995-1996
- GT : 1993-1997

Dans la plupart des autres marchés en dehors de l'Amérique du Nord, les niveaux de finition étaient simplement étiquetés 16v (quatre cylindres en ligne) et 24v (V6).

### Finitions d'apparence
- SE : 1993-1994
- GT Plus (Wild Orchid Edition) : 1994
- GTS : 1997

### Caractéristiques du moteur
| Famille de moteurs        | FS de Mazda                                                          | KL-DE de Mazda                                                                       |
| ------------------------- | -------------------------------------------------------------------- | ------------------------------------------------------------------------------------ |
| Configuration du moteur   | Quatre cylindres en ligne de 2,0 L (1 991 cm3)                       | V6 60° de 2,5 L (2 497 cm3)                                                          |
| Train de soupapes         | DOHC à 4 soupapes                                                    | DOHC à 4 soupapes                                                                    |
| Ratio de compression      | 9,0:1                                                                | 9,2:1                                                                                |
| Puissance (nette)         | 86 kW (118 ch) à 5 500 tr/min                                        | 122 kW (165 ch) à 5 600 tr/min (1991-1994) 123 kW (167 ch) à 6 000 tr/min(1994-1997) |
| Couple (net)              | 172 N m à 4 500 tr/min                                               | 212 N m à 4 000 tr/min (1991-1994) 217 N m à 4 800 tr/min (1994-1997)                |
| 0 - 97 km/h               | 10 s 6                                                               | 7 s 0 (transmission manuelle) 8 s 5 (transmission automatique)                       |
| 0 - 402 m                 | 17 s 4 à 130 km/h                                                    | 15 s 5 à 143 km/h                                                                    |
| Vitesse de pointe         | 182 km/h (limité électroniquement)                                   | 212 km/h (transmission manuelle) 205 km/h (transmission automatique)                 |
| Capacité de carburant     | 58,5 L (réserve de 9 L)                                              | 58,5 L (réserve de 9 L)                                                              |
| Consommation de carburant | 8,5 litres aux 100 km                                                | 11,2 litres aux 100 km                                                               |
| Poids net                 | 1 225 kg (transmission manuelle) 1 240 kg (transmission automatique) | 1 285 kg (transmission manuelle) 1 300 kg (transmission automatique)                 |

### Changements d'année en année
1994
- La Ford Probe de 1994 devient l'une des premières voitures de série à être équipée de deux coussins gonflables de série
- Le tableau de bord fait l'objet d'une refonte majeure. Il utilise désormais des matériaux complètement différents et le côté droit est repensé pour accueillir un airbag passager
- Ford présente la Probe sur le marché européen
- Les phares antibrouillard sont légèrement redessinés et sont maintenant fabriqués par une entreprise différente
- La bande sur le tableau de bord a disparu, mais reste sur les panneaux intérieurs
- La couleur des bandes sur les panneaux de porte de la Probe GT passe du rouge à la couleur de l'intérieur de la voiture
- Nouvelle boîte de vitesses automatique CD4E de Ford pour les modèles de base et SE
- L'emblème "V6 DOHC 24 VALVE" sur le collecteur d'admission du moteur n'est plus en retrait dans le collecteur et est maintenant relevé
- Le bouton pour soulever les phares escamotables est supprimé mais le câblage est resté, le bouton pouvait être ajouté pour restaurer la fonction
- Le bouton antibrouillard des GT est légèrement repensé

1995
- Lear Seating Corporation reçoit le prix «Most Valued Supplier» de Ford pour la fabrication des sièges de la Probe[réf. nécessaire]
- Feux arrière redessinés; les modèles de base/SE sont encadrés en noir, les GT sont encadrés en rouge
- La SE devient un niveau de finition/modèle
- Le câblage pour lever les phares sans les allumer est supprimé
- Le modèle SE n'a plus les effets au sol/jupes latérales de la GT
- Les distributeurs sont repensés pour une meilleure fiabilité
- Nouvelles jantes en alliage pour les SE et GT (15 pouces directionnelles à 3 branches pour la SE et 16 pouces directionnelles à 5 branches de style "tourbillons" pour la GT)
- Deux couleurs intérieures sont supprimées, rouge et bleu
- Les panneaux intérieurs n'ont plus de bande
- Les panneaux de porte ont été redessinés et sont maintenant une conception d'une seule pièce. Les modèles GT reçoivent un insert en tissu ou en cuir sur les panneaux de porte.
- Les sièges en tissu sont redessinés et reçoivent un motif unique de style «toile d'araignée»
- Les modèles GT ont l'option d'un intérieur en cuir beige/selle
- Les porte-gobelets sont légèrement redessinés
- Les modèles GT reçoivent un réflecteur central rouge avec le logo «GT» entre les feux arrière. Le porte plaque d'immatriculation est descendu sur le pare-chocs.
- Autocollant GT sur le pare-chocs arrière remplacé par un badge métallique "24v"
- Le pare-chocs arrière est redessiné
- Les rétroviseurs extérieurs sont redessinés
- L'option des rétroviseurs extérieurs chauffants est abandonnée
- L'égaliseur graphique est abandonné

1996
- Le badge «PROBE» estampillé sur les vitres arrière a disparu
- Les protecteurs de porte ne sont plus étendus sur les ailes
- Le modèle de base est tombé; la SE est maintenant le modèle standard
- La Probe GT reçoit les feux arrière à contour noir de la base/SE de 1995
- Les serrures de porte extérieures éclairées sont tombées
- Les intérieurs de couleur beige/selle sont maintenant disponibles en tissu
- Les spoilers sont repensés
- L'éclairage au sol est tombé
- Le réflecteur central «GT» au-dessus du pare-chocs sur les modèles GT est maintenant encadré en noir
- La Probe GT obtient une suspension plus raffinée pour améliorer la conduite. La hauteur de caisse est maintenant plus élevée et la maniabilité est donc différente.
- Les sièges en tissu sont à nouveau redessinés et reçoivent un nouveau tissu
- La Probe GT a maintenant des spoilers standard
- Les sièges avant sont à nouveau redessinés
- Les sièges arrière sont redessinés
- Le cuir du volant de la Probe GT n'est plus perforé
- Nouvelles ceintures de sécurité avec rétracteurs à verrouillage automatique
- Le cendrier arrière et la poche pour carte sur la porte passager des modèles GT sont tombés
- Essuie-glace arrière abandonné en option
- Conforme OBD-II

1997
- Le modèle SE est abandonné; le modèle de base revient et a le pare-chocs avant de la GT
- Les inserts en tissu/cuir sur les panneaux de porte de la GT sont retirés
- Les modèles de base reçoivent en option les enjoliveurs de roue de la Mazda 626, avec des jantes en alliages 15 pouces directionnelles à 3 branches des Probe SE de 95 et 96
- Ou des jantes de 16 pouces directionnelles à 5 branches de style "tourbillons" en option
- Retour d'essuie-glace arrière en option
- L'ABS n'est plus de série sur les modèles GT et est désormais une option
- Les logos GT derrière les passages de roue avant ont un nouveau style de lettrage
- La Probe GT n'a plus de badge «24v» à côté du badge «PROBE»
- Poutres d'intrusion de porte latérale repensées pour répondre aux normes fédérales d'impact latéral de 1997
- Finition d'apparence GTS ajouté à la liste d'options de la GT
- Dernière année pour la Probe, la dernière Probe étant fabriquée le 20 juin 1997

### Chiffres de production aux États-Unis
| Année modèle | Production |
| ------------ | ---------- |
| 1993         | 119 754    |
| 1994         | 85 502     |
| 1995         | 52 696     |
| 1996         | 32 505     |
| 1997         | 19 419     |
| Total        | 309 876    |

## Proposition de troisième génération
La dernière Probe a été construite le 20 juin 1997. Un modèle de troisième génération, utilisant la même plate-forme que la Ford Contour, était en cours de développement et destiné à être commercialisé à la mi-1998 en tant que modèle de 1999. Lorsque Ford a décidé d'arrêter la Probe, ce nouveau design est devenu la Mercury Cougar de nouvelle génération. Le changement de nom visait à attirer les plus jeunes acheteurs dans les salles d'exposition de Mercury, mais cela s'est avéré infructueux[réf. nécessaire]. En juin 1998, Ford a sorti ce qui aurait été la nouvelle Probe sous le nom de Mercury Cougar en Amérique du Nord et Ford Cougar en Europe.

### Récompenses
La Probe GT a été la voiture de l'année du magazine Motor Trend en 1993. Elle a également fait partie de la liste des dix meilleurs du magazine Car and Driver pour 1989, 1993 et 1994.
La version NASCAR Dash Series d'une Ford Probe de 1990 conduite par Jeffrey Collier a établi un nouveau record de piste au Daytona International Speedway le 13 février 1990 avec une vitesse de 268,041 km/h. Ce record reste le meilleur tour en circuit fermé pour une voiture 4 cylindres sans turbo.

## Description
La Ford Probe a une puissance intéressante ainsi qu'un confort agréable avec ses options dignes d'une voiture récente.
La Probe GT 1993 est nouvellement apparue avec ses lignes distinctives en Amérique du Nord et surtout ses nouveaux choix de moteurs. En effet, on laisse tomber le 4 cylindres turbocompressé au profit d'une motorisation plus fiable et plus régulière pour la GT, le moteur KL-DE de Mazda, un V6 de 2,5 litres développant 167 chevaux.
Cette motorisation est beaucoup plus civilisée et un peu plus performante. Elle offre moins de retours dans le volant et ne subit pas l'effet malsain des voitures suralimentées en courbe, Elle est aussi dotée d'une suspension beaucoup plus ferme jusqu'en 1994, les modèles 1995 jusqu'à 1998 ayant droit à une suspension plus confortable. À cause de ces changements de suspension, il est peut-être normal que Ford ait choisi d'enlever le titre de GT à la Probe pour la nommer Probe 24 Valves car après 1994, le caractère sportif de la Probe s'est dégradé à cause justement des remaniements de confort qui l'ont rendue moins agressive, en conduite sportive, que les précédentes Probe.